# 야마다촌 (나가사키현)
야마다촌(山田村)은 나가사키현 미나미타카키군에 설치된 촌이다. 